# Hippodrome Circo
El Hippodrome Circo, nombre por el cual era conocido en su época, también llamado Circo Hippodrome, Hipódromo Circo, Circo Hipódromo e Hippodrome Circus, fue un recinto emblemático del boxeo en Chile entre 1917 y 1930. Se ubicaba en la calle Artesanos 841-845, muy próximo a Avenida La Paz, en Santiago. En su cuadrilátero se definieron títulos a nivel nacional e internacional, como por ejemplo el Campeonato Latinoamericano de Boxeo Amateur de 1924 y 1927. A comienzos de los años 1930 fue remodelado, para luego reabrir sus puertas como Teatro Reina Victoria y Teatro Balmaceda.

## Historia
Antes de que el empresario Alfredo Ratinoff recibiera la concesión del Estadio Universidad Católica en 1928, al cual denominó Reina Victoria por motivos de auspicio, o que fuera inaugurado el Teatro Caupolicán en 1936, el recinto que despertaba el interés de los amantes del boxeo en Chile era el Hippodrome Circo. Luego de una época de carpas y salas improvisadas, era reconocido como el primer local de boxeo con sello propio. Su propietario era Cooperativa Vitalicia, que además puso su nombre en un trofeo durante la temporada 1925.
Junto con atraer público hacia las veladas en el ámbito local, el Hippodrome fue sede de títulos a nivel internacional. El 1 de noviembre de 1919, Dave Mills derrotó a Luis Ángel Firpo por el título sudamericano de pesos pesados. Luego Mills igualó con Heriberto Rojas nuevamente por la disputa del cinturón sudamericano. El 30 de abril de 1920, Firpo se tomó la revancha sobre Mills en una nueva jornada por el título internacional.
El recinto fue elegido para recibir los combates del Campeonato Latinoamericano de 1924 y 1927, con grandes concurrencias en esas ediciones. Ambos torneos fueron ganados por Chile.
En el ámbito local, fue escenario de la definición de los Peso medio entre Indalicio Lillo y Alberto Downey en 1919, con triunfo de Lillo por puntos. El 4 de noviembre de 1922, Luis Vicentini derrotó por nocaut a Humberto Plane y se consagró campeón de peso ligero. Ese mismo año, José Duque Rodríguez superó a Pablo Muñoz en la disputa por el cinturón de peso medio. En 1923 Víctor Contreras obtuvo el título chileno de peso welter ante Abelardo Hevia, entre otras tantas contiendas.

### Teatro Reina Victoria (1932-1935)
Tras la modernización de sus instalaciones, el Hippodrome fue reinaugurado en 1932 bajo el nombre de Teatro Reina Victoria, que no debe confundirse con el Estadio Reina Victoria, como fue conocido por un tiempo el primer estadio de Universidad Católica, ubicado en Maestranza con Marcoleta.
Pese a que el nuevo recinto ofrecía más comodidades, el público del boxeo fue alejándose poco a poco, y simultáneamente se hizo más frecuente la asistencia de los amantes del teatro y las revistas, debido a la oferta de su cartelera.

### Teatro Balmaceda (1935)
A principios de 1935, el local nuevamente cambió su denominación y fue llamado Teatro Balmaceda. En 1953, el recinto presentaba espectáculos artísticos. Sin embargo, la necesidad de contar con un estadio techado, debido a reparaciones del Teatro Caupolicán, motivó a la Federación de Boxeo de Chile a solicitar sus dependencias a la empresa a cargo. El 22 de mayo de ese año, los fanáticos del pugilismo regresaron al ex Hippodrome para presenciar una velada profesional.

## En la cultura popular
El poeta y cantante Hernán Núñez Oyarce compuso cuecas en honor al Hippodrome y a los deportistas de su época dorada.